# ハンティントン・アベニュー・グラウンズ
ハンティントン・アベニュー・グラウンズ（Huntington Avenue Grounds）は、アメリカのマサチューセッツ州ボストンにかつて存在した野球場。1901年から1911年までMLBボストン・レッドソックスの本拠地球場として使用された。
1901年に球団創設されたボストン・アメリカンズの本拠地として同年に開場。アイルランド系移民が多く住む地区の一画に建設され、球場の周りには工場やビール醸造所、倉庫などが立ち並んでいた。また、線路を挟んだ向かいには、ボストン・ブレーブス（現アトランタ・ブレーブス）の本拠地サウス・エンド・グラウンズもあった。アメリカンズはその後サマーセッツ（1902年）→ピルグリムス（1903年～1906年）→レッドソックス（1907年～）と球団名を変えながら、1911年までハンティントン・アベニュー・グラウンズを本拠地にした。

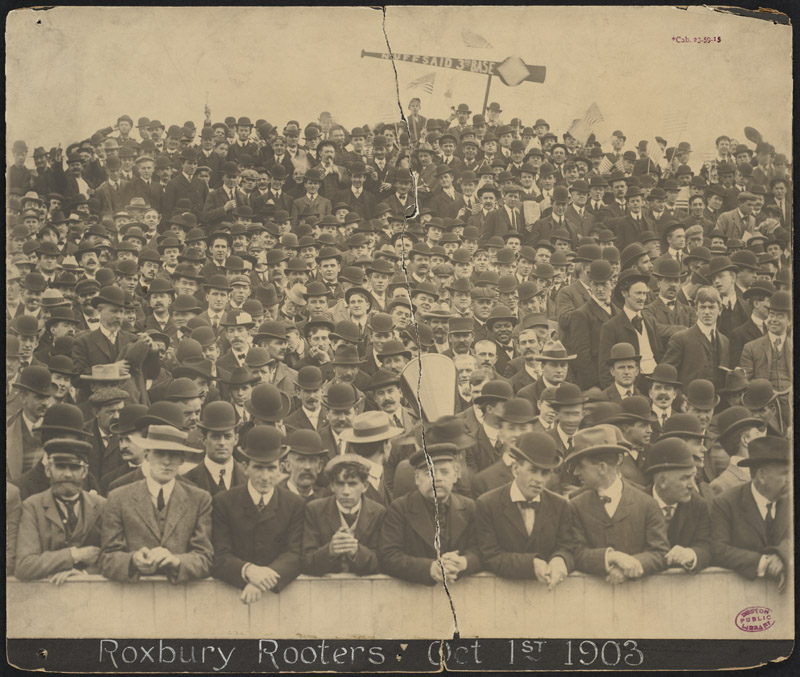
ハンティントン・アベニュー・グラウンズの観客席（1903年のワールドシリーズ第1戦）

1912年からレッドソックスはフェンウェイ・パークに移転した。使う球団がなくなったハンティントン・アベニュー・グラウンズは取り壊され、ノースイースタン大学が跡地に建設された。マウンドがかつてあった場所にはサイ・ヤングの銅像が建てられた。
ハンティントン・アベニュー・グラウンズで歌われていた応援歌は，ナフ・セッド・マグリーヴィ率いるロイヤル・ルーターズと呼ばれるファンの一団が、1902年のブロードウェイ・ミュージカルの「The Silver Slipper」で歌われた「Tessie」を熱唱していた。
　この「Tessie」は1世紀後、地元ボストンのパンクバンド、ドロップキック・マーフィーズのアレンジで蘇り、2004年にワールド・シリーズを制した際に歌われた。
　「Tessie」は今でもレッドソックスの応援歌で、レッドソックスが勝利すると、フェンウェイ・パークに流されている。

## 主要な出来事
- 1901年5月8日、アスレチックス戦で開場（アメリカンズ 12 - 4 アスレチックス）。
- 1901年7月12日、サイ・ヤングが通算300勝を達成。
- 1903年10月、第1回ワールドシリーズ開催。ハンティントン・アベニュー・グラウンズでは第1戦～第3戦（1日～3日）と第8戦（13日）が行われた。ピルグリムスが通算5勝3敗（ハンティントン・アベニュー・グラウンズで2勝2敗）でパイレーツを下し、初代ワールド・チャンピオンになった。
- 1904年5月5日、サイ・ヤングが20世紀初の完全試合を達成した。（レッドソックス 3 - 0 アスレチックス）。
- 1904年9月20日、サイ・ヤングが通算400勝を達成。
- 1911年10月7日、セネターズ（現ツインズ）戦で閉場（レッドソックス 8 - 1 セネターズ）。

| 前本拠地： n/a - | ボストン・レッドソックスの本拠地 1901 - 1911 | 次本拠地： フェンウェイ・パーク 1912 - 現在 |